# Staszów
Staszów is een stad in het Poolse woiwodschap Święty Krzyż, gelegen in de powiat Staszowski. De oppervlakte bedraagt 28,9 km², het inwonertal 15.642 (2005).

## Verkeer en vervoer
- Station Staszów